# Samaire Armstrong
Pour les articles homonymes, voir Armstrong.
Samaire Rhys Armstrong (née le 31 octobre 1980) est une actrice américano-japonaise plus connue pour ses rôles d'Emily dans Entourage, Juliet Darling dans Dirty Sexy Money ou encore Anna Stern dans Newport Beach.

## Biographie

### Enfance
Samaire Armstrong est née à Tokyo, au Japon d'un père écossais, Hunter Armstrong, et d'une mère italienne, Sylvia Sepielli. Sa mère travaillait dans des spas, et son père entraînait les soldats au combat rapproché. Son prénom, qui se prononce [sɑmɪːrɑ] ou Sa-mee-rah, est d'origine gaélique. Lors des trois premiers mois de sa vie, ses parents le prononçaient Sam-air, avant de rencontrer un Gaélique qui leur apprit à le prononcer correctement. Elle vécut quelques années au Japon, avant de déménager à Hawaii puis plus tard à Sedona en Arizona où elle grandit. À 5 ans, elle commença à s'entraîner aux arts martiaux comme le maniement de l'épée ou le judo. Elle continue d'ailleurs à pratiquer cette discipline une fois par semaine. Elle fit ses études à l'Université d'Arizona mais la quitta volontairement, car elle n'était pas autorisée à participer à des productions théâtrales. Son frère, Hunter Armstrong, est actuellement dans cette même université.[Quand ?] Après son départ elle déménagea pour Los Angeles.

### Carrière
Son premier rôle à l'écran fut celui d'une des jumelles Fratelli dans le film parodique Sex Academy (Not Another Teen Movie). Samaire eut aussi un rôle récurrent dans Freaks and Geeks, ainsi qu'une apparition dans Amy, La Vie à cinq, Les Experts : Miami, Numb3rs ou encore The X-Files. Elle décrocha aussi un rôle dans la série Newport Beach (The O.C.) durant un épisode, et fut rappelée aussitôt grâce aux requêtes des fans qui lui permirent de jouer dans plusieurs épisodes de la première saison. Elle eut un autre rôle récurrent dans la série télévisée HBO Entourage. Son projet le plus récent inclut les films Stay Alive, Lucky Girl et Rise. On l'a aussi revue dans le 23e épisode de la saison 3 de Newport Beach (The O.C.). En 2007, elle tient le rôle de Juliet Darling dans la première saison de Dirty Sexy Money.
Quand elle ne joue pas, Samaire dessine des habits pour sa propre marque de vêtements NARU. Durant sa jeunesse Samaire créait des costumes d'halloween avec sa mère , ce qui influença probablement sa vocation de créatrice.[réf. nécessaire]
Elle est aussi apparue dans quelques clips vidéos comme Penny and Me de Hanson et Bad Day de Daniel Powter, ainsi que dans le série télévisée Mentalist où elle incarna le personnage de Summer Edgecombe.
En septembre 2013, elle a joué la mère du garçon blond qui a perpétré la fusillade de l'école dans l'épisode "Straw" (6x01) Sons of Anarchy.

## Filmographie

### Cinéma
- 2001 : Sex Academy (Not Another Teen Movie) : Kara Fratelli
- 2006 : Stay Alive de William Brent Bell : Abigail
- 2006 : Lucky Girl : Maggie
- 2006 : Toi, c'est moi : Nell Bedworth
- 2007 : Rise : Jenny
- 2007 : Around June : June
- 2012 : Concrete Blondes : Tara Petrie
- 2013 : 5 Souls : Miranda
- 2013 : My Santa de Sam Irvin : Jen Robbins
- 2013 : A Winter Rose de Riz Story : Simone
- 2014 : Windsor Drive de Natalie Bible' : Brooke
- 2020 : Le 2e amendement de Brian Skiba : Olivia Peters

### Télévision

#### Séries télévisées
- 2000 : La Vie à cinq (Party of Five) : Meredith
- 2000 : Freaks and Geeks : Laurie
- 2000 : Lydia DeLucca (That's Life) : Brittany
- 2001 : X-Files : Natalie (Saison 9 épisode 5 Le Seigneur des mouches)
- 2003-2006 : Newport Beach (The O.C.) : Anna Stern
- 2004-2005 : Entourage : Emily
- 2005 : Numb3rs : Skyler Wyatt (saison 2 épisode 3)
- 2006 : Les Experts : Miami : Brynn Roberts (saison 05 épisode 7)
- 2007-2009 : Dirty Sexy Money : Juliet Darling
- 2010 : How to Make It in America : Jane
- 2011 : Better with You : Jessica
- 2011-2012 : Mentalist : Summer Edgecombe (8 épisodes)
- 2013 : Sons of Anarchy : Darvany Jennings
- 2013 : Resurrection : Elaine Richards
- 2015 : Stalker : Lucy (saison 1 épisode 16)
- 2016 :  Marvel's Agent Carter (Saison 2 épisode 4 )
- 2017 : Arrow : Laura Ramirez (Saison 5 épisode 13 )
- 2017 : Grey's Anatomy : Claire Nolan (saison 13 épisode 14)
- 2017 : NCIS : Enquêtes spéciales : Melissa Goodman (saison 15 épisode 5)

#### Téléfilms
- 2012 : Adoption à risques (Adopting Terror) : Cheryl Broadbent
- 2013 : Le père Noël prend sa retraite (My Santa) : Jen Robbins
- 2014 : Heavenly Match : Casey Hart
- 2019 : Des Vacances en enfer (Deadly Excursion) : Samantha McCarthy
- 2019 : Ma fille, enlevée à 12 ans : Janet Sullivan
- 2019 : Tout n'est qu'illusion (The House on the Hill) de Nadeem Soumah : Megan

### Clips vidéos
- 2004 : Penny & Me - Hanson
- 2005 : Bad Day - Daniel Powter